# Паньківський Костянтин Федорович
Кость Панькі́вський (14 квітня 1855, с. Ришкова Воля, Ярославський повіт, Австрійська імперія — 16 листопада 1915, Київ, Російська імперія) — український громадський діяч, журналіст і видавець. Член управи товариств «Просвіта», «Руська Бесіда», «Руського Товариства Педагогічного».

## Життєпис

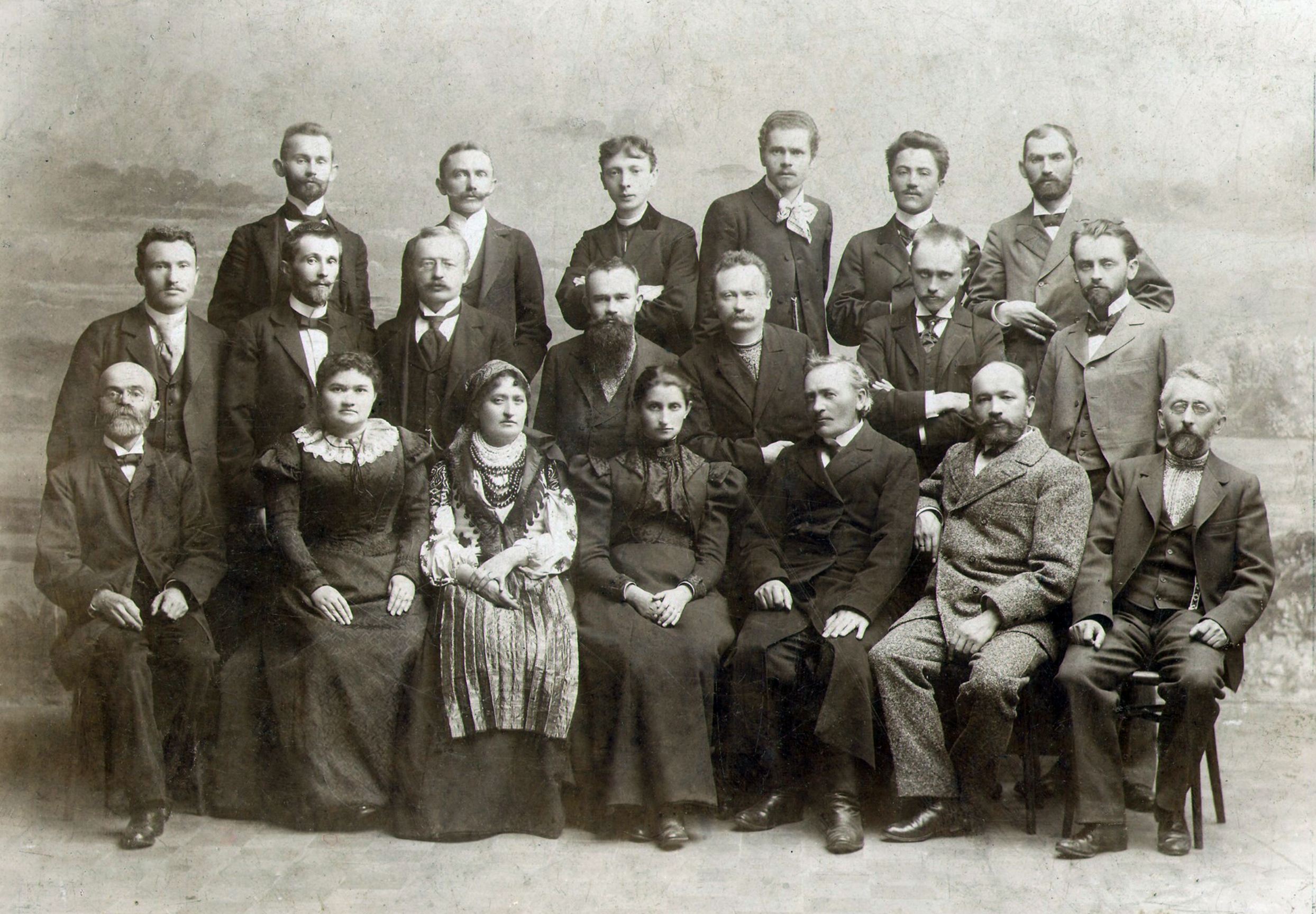
Учасники з'їзду українських письменників у Львові з нагоди 100-річчя виходу в світ «Енеїди» Котляревського, 1898 р: Сидять у першому ряду: Михайло Павлик, Євгенія Ярошинська, Наталія Кобринська, Ольга Кобилянська, Сильвестр Лепкий, Андрій Чайковський, Кость Паньківський. Стоять у другому ряду: Іван Копач, Володимир Гнатюк, Осип Маковей, Михайло Грушевський, Іван Франко, Олександр Колесса, Богдан Лепкий. Стоять у третьому ряду: Іван Петрушевич, Філарет Колесса, Йосип Кишакевич, Іван Труш, Денис Лукіянович, Микола Івасюк.

Навчався в університетах Львова і Відня. Брав активну участь в українському студентському русі. Був адміністратором і редактором відділу новин газети «Діло». В 1888–1906 — управитель інституту святого Миколая для учнів. Член управи товариств «Просвіта», «Руська Бесіда», «Руського Товариства Педагогічного», з 1904 — директор музею «Просвіти». Після заснування «Просвіти» у Києві (1906) передав для її бібліотеки близько 1500 томів різноманітної літератури. Редагував журнали «Письмо з Просвіти», «Читальня», «Зоря», «3еркало» (1891–1893), «Батьківщина» (1897), «Дзвінок» (1899–1900). Видавав книжкову серію «Дрібна бібліотека». Підтримував тісні зв'язки з Б. Грінченком, П. Грабовським, М. Драгомановим, С. Єфремовим, М. Коцюбинським, А. Кримським.
Паньківський був одним із зачинателів кооперативного руху в Галичині, з 1898 року — директор «Крайового Союзу Кредитового» (Центробанку). Засновник і певний час редактор фахового журналу «Економіст».
Під час російської окупації Галичини у 1914—1915 роках Паньківський перебував у Львові. В червні 1915 року за наказом російського генерал-губернатора Г. Бобринського разом з іншими відомими представниками української інтелігенції та греко-католицького духовенства був депортований до Києва, де й помер 16 листопада того ж року.

## Родина
- Дружина: Осипа (з Федаків) Паньківська — вчителювала у львівській школі імені Пірамовича, в українській школі вправ при Державній учительській семінарії м. Львова. Була членкинею багатьох жіночих гуртків товариства «Просвіта»[3].
- Старший син: Паньківський Кость — голова УНР у вигнанні.
- Молодший син: Паньківський Степан — вояк Легіону Українських Січових Стрільців, який під час Листопадового чину у Львові 1 листопада 1918 року з групою стрільців УСС встановив на міській ратуші синьо-жовтий український прапор. Вояк Української Галицької армії.
- Донька: Паньківська Марія.
- Брат: Паньківський Северин Федорович — український актор.

## Відзнаки
У 1908 році Кость Паньківський був нагороджений лицарським хрестом ордена Франца Йосифа.